# آندریا ماکوپی
آندریا ماکوپی (زاده ۲۲ ژانویه ۱۹۸۷)، بازیکن فوتبال ایتالیایی است که برای باشگاه سوئیسی سروت ۱۸۹۰ بازی می کند. 